# 馬祖羅韋
47°59′47″N 30°17′32″E / 47.99639°N 30.29222°E
馬祖羅韋（烏克蘭語：Мазурове），是烏克蘭的村落，位於該國南部尼古拉耶夫州，由克里韋奧澤羅區負責管轄，始建於1780年，面積2.52平方公里，海拔高度98米，2001年人口583，人口密度每平方公里231.3人。